# Alsta, Börje
Alsta är en by i Börje socken i Uppsala kommun.
Alsta omtalas första gången 1305 ('in Adhulustum'), då Uppsala helgeandshus ägde jord i byn. 1316 upptas två bönder på gårdar tillhörande kyrkoherden i Börje herr Ingvar, en förteckning över hertig Valdemars skatter från kyrkogodsen i Tiundaland.
1336 var en Johan i Alsta domare i Ulleråkers härad. 1540–1568 fanns två skattegårdar och en gård kyrkojord i Alsta.